# 中根櫻亀
中根 櫻龜（なかね おうき）は、日本のガラス職人、美術作家である。薩摩切子の復元及び制作における第一人者であり、現在もガラス工芸品を製作を行っている。

## 人物
兵庫県尼崎市生まれ。熊本県立第一高等学校卒業の後、武蔵野美術短期大学工芸デザイン専攻卒業。後に、神奈川県川崎市の「東京ガラス工芸研究所」に入所。同所を卒業直前、鹿児島より薩摩切子復興のための人材派遣の依頼があり、同研究所から推薦をうけ、薩摩切子に携わるようになる。
中根がガラスの専門学校を卒業してすぐに鹿児島に来て、その後尚古集成館のメインに展示されていた薩摩切子『脚付蓋物』を目の前にして「これを復元してください。」と言われる。作品を目に前にした際、本人は「無理だ」と思ったが、周りの期待感を感じ、「出来ることから始めよう」と思い、薩摩切子の復元に携わるようになる。
復元するといっても、携わった当初は薩摩切子の歴史はすでに途絶えていた状態であり、職人は一人もいない状態であった。そのため、本人も「一番の苦労は、最初は一人だけだったので教えてもらうことも相談も出来ないことだった」そうである。
復元に向けた最初の1か月間は、資料の検証と薩摩切子の実物の実測に費やした。とにかく技術的に参考になるものが少なくて実測データから必要な工具の種類を考えたり、1枚の写真から型を作り試作を繰り返して形やカットのバランスを決めていったりと、全てが手探りの状態であった。
以上より、中根の尽力がなければ、薩摩切子の復活は出来なかったといっても過言ではない。

## ガラス職人、美術作家として
中根と周辺の職人とで開発した復元方法を用い、現在でもガラス職人として活躍しており、数は少ないが現在でも中根が制作したガラス製品が販売されている。
また、職人であると同時に美術作品としてのガラス製品も制作しており、切子のガラス製品にはほとんどない曲線を使った、難易度の高いカット技法を用いて制作を行っている。そのため、女性ならではの柔らかい印象を受ける作品が多く、流線形や花弁など曲線が多用されている作品を生み出している。

## 経歴
- 1984年9月 島津観光株式会社入社（現在、株式会社島津興業観光本部）尚古集成館勤務。

薩摩切子復元事業の初めとして資料研究に着手。翌年の1985年1月、仮設工房内にてカット技法の復元試作を開始
- 1985年4月 薩摩ガラス工芸株式会社設立と同時に移籍。
- 1986年4月 同社の本工場完成により、「船形鉢」や「銚釐」をはじめ本格的な復元活動を開始。以後毎年新しい復元品を開発。また、新しいデザインの創作薩摩切子を制作。その後様々な特注品や2色被せを使った新薩摩切子の開発等を手掛けながら、25年の職歴を誇る。
- 2010年4月 薩摩切子復元25周年を受け、島津家第32代当主・島津修久より「櫻龜」の命号を受ける。